# 해오와 사라
《해오와 사라》는 매주 화요일 송송이가 다음 웹툰에서 연재하는 웹툰이다.